# Masivul Gotthard

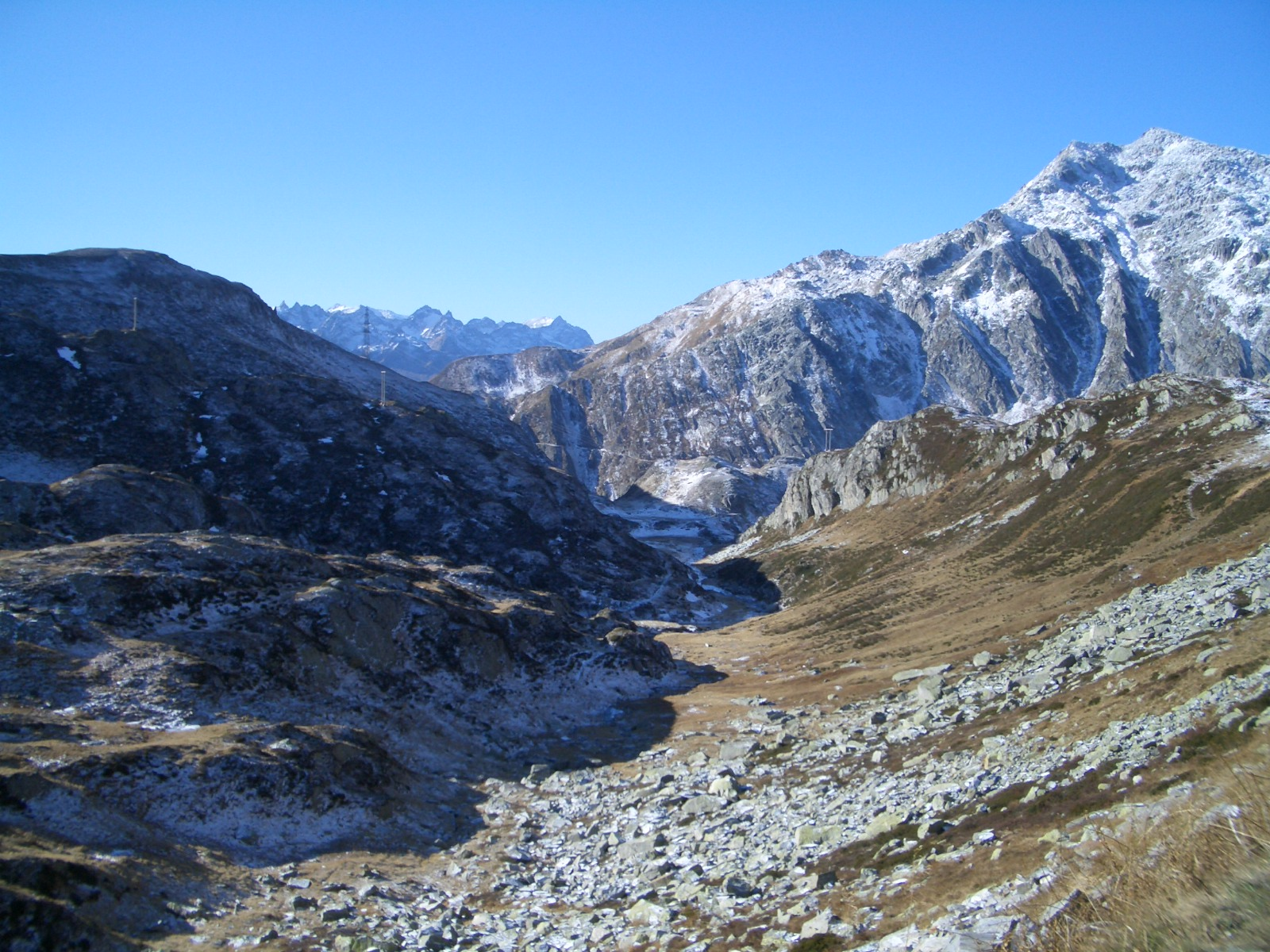
Masivul Gotthard

Masivul Gotthard (în germană Sankt-Gotthard-Massiv) este un masiv muntos în Elveția, situat la granița cantoanelor Graubünden, Tessin, Wallis și Uri. În această regiune se află în direcția nord-sud Pasul Sankt Gotthard (2108 m) și pasul Lukmanier  (1984 m), în direcția est-vest pasul Oberalp (2044 m), Valea Unseren și pasul Furka (2431 m).
Muntele este denumit după Sfântul Gotthard⁠(en)[traduceți].
Masivul este limitat:
- la nord de Valea Gadmen și pasul Susten (2240 m), Valea Meier și Valea Valea Maderaner.
- la vest de Pasul Grimsel (2165 m), Masivul Aare (Izvorul lui Aare) și Pasul Nufenen (2440 m),
- la sud de Valea Bedretto și Valea Leventina
- iar la est de Pasul San-Bernardino (2066 m).

Masivul Gotthard este traversat de Tunelul Gotthard (din secolul al XIX-lea) și de Tunelul de bază Gotthard (dat în folosință în anul 2016), cel mai lung tunel feroviar din lime.
În structura petrografică a masivului predomină gneisul și granitul.
Vârfurile mai importante din cadrul masivului sunt:
- Dammastock (3630 m), în partea de nord-vest
- Pizzo Rotondo (3192 m) în sud-vest
- Oberalpstock (3328 m) în nord-est
- Rheinwaldhorn (3402 m) în sud-est

Din masivul Gotthard izvorăsc Rinul, Ronul și Râul Ticino.
Coordonate: 46° 38' 28" N, 8° 25' 6" O